# ポール・フィンスラー

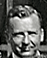
1932年チューリッヒの国際数学者会議でのフィンスラー教授

ポール・フィンスラー（Paul Finsler, 1894年4月11日ドイツ帝国、ハイルブロン - 1970年4月29日スイス、チューリッヒ）は、ドイツおよびスイスの数学者である。
フィンスラーはシュトゥットガルト大学にて学部生活を送り、次にゲッティンゲン大学にて大学院生活を送り、1919年コンスタンティン・カラテオドリの指導の下、学位を取った。フィンスラーはケルン大学で教授資格を獲得するために学び、1922年それを授与された。1927年チューリッヒ大学の教員となり、1944年教授(w:ordinary professor)に昇格した。
フィンスラーの学位論文の業績は微分幾何学に関係しており、フィンスラー空間は1934年エリ・カルタンによってフィンスラーに因んで名付けられた。ハドヴィッガー・フィンスラー不等式、すなわちユークリッド平面における三角形の辺長と面積の間の関係はフィンスラーとその共著者ヒューゴ・ハドヴィッガーに因んで名付けられた。頂点を共有する2つの正方形から導かれる正方形に関するフィンスラー・ハドヴィッガーの定理も同様である。フィンスラーはまた数学基礎論に関する業績でも知られ、基礎の公理の成り立たない集合論を発展させ、それによりラッセルのパラドックスに示される矛盾を解決することを望んだ。

## 著作物
- Finsler, Paul (1918), Über Kurven und Flächen in allgemeinen Räumen, Dissertation, Göttingen, JFM 46.1131.02 (Reprinted by Birkhäuser (1951))[5]
- Finsler, Paul (1926). “Gibt es Widersprüche in der Mathematik?”. Jahresbericht der Deutschen Mathematiker-Vereinigung 34:  143–154.
- Finsler, Paul (1926). “Formale Beweise und die Entscheidbarkeit”. Mathematische Zeitschrift 25:  676–682. doi:10.1007/bf01283861.
- Finsler, Paul (1926). “Über die Grundlegung der Mengenlehre. Erster Teil.”. Mathematische Zeitschrift 25:  683–713. doi:10.1007/bf01283862. Finsler, Paul (1963). “Über die Grundlegung der Mengenlehre. Zweiter Teil.”. Commentarii Mathematici Helvetici 38 (1):  172–218. doi:10.1007/bf02566915.
- Finsler, P. (1933). “Die Existenz der Zahlenreihe und des Kontinuums”. Commentarii Mathematici Helvetici 5:  88–94. doi:10.1007/BF01297507.
- Finsler: Aufsätze zur Mengenlehre. (ed. G. Unger) 1975.
- Finsler Set Theory: Platonism and Circularity. "Translation of Paul Finsler's papers on set theory with introductory comments". Birkhäuser Basel. (1996). doi:10.1007/978-3-0348-9031-1. ISBN 978-3-0348-9876-8

## さらなる読み物
- Burckhardt, J. J. (1980), Die Mathematik an der Universität Zurich 1916-1950 unter den Professoren R. Fueter, A. Speiser und P. Finsler, Basel.